# Obraz Matki Bożej Pocieszenia w Jodłówce
Obraz Matki Bożej Pocieszenia w Jodłówce – obraz Matki Bożej znajdujący się w Jodłówce w niedaleko Pruchnika na Pogórzu Dynowskim.

## Historia obrazu
Obraz pochodzi z początków XVII wieku i jest dziełem nieznanego artysty ze szkoły lwowskiej. Według tradycji pochodzi z zamku Herburtów w Dobromilu i był czczony przez żołnierzy I Rzeczypospolitej. Mieli przywieźć go ze sobą w XVII wieku. Według ustnych przekazów był zawieszony na drzewie w pobliżu źródełka. Niedaleko mieszkała wdowa z małym synkiem. W czasie żniw, gdy dziecko leżało na ziemi, ukąsiła je żmija. Zrozpaczona matka zaniosła dziecko przez obraz i obmyła wodą ze źródła błagając o ratunek – dziecko wyzdrowiało.
W 1724 biskup przemyski Krzysztof Jan Szembek powołał komisję kościelną z zadaniem zbadania łask i cudów. Z roku 1744 pochodzi informacja o wizytacji biskupa Wacława Sierakowskiego i poleceniu spisywania łask i dobrodziejstw spływających za przyczyną Matki Bożej. W 1932 biskup przemyski Anatol Nowak polecił komisji kościelnej przygotowania do koronacji obrazu. Wybuch II wojny światowej opóźnił tę uroczystość.

## Opis obrazu
Obraz jest w rozmiarach 65x96 cm i jest kopią wizerunku Matki Bożej Leżajskiej. Powstał w XVII wieku, jego autor prawdopodobnie pochodził ze szkoły lwowskiej. Obraz przedstawia Matkę Bożą trzymającą Dziecię Jezus na lewym ręku z dłońmi splatającymi się na wysokości kolan Jezusa. Dziecię w lewej ręce trzyma księgę, a prawą wznosi w geście błogosławieństwa. Pierwotny obraz namalowany był na płótnie i na skutek wilgoci oraz zniszczeń spowodowanych przybijaniem wotów wdzięczności uległ poważnym uszkodzeniom. Wycięto z obrazu postacie i naklejono je na fioletową tkaninę nałożoną na deskę.

## Koronacja obrazu
31 sierpnia 1975 w uroczystości pod przewodnictwem kardynała Karola Wojtyły z udziałem biskupa przemyskiego Ignacego Tokarczuka dokonano koronacji obrazu. W 1987 pozłacane korony zostały ukradzione. Rekoronacja obrazu miała miejsce w Rzeszowie 2 czerwca 1991 przez papieża Jana Pawła II.

## Kult obrazu
Przełom XVII i XVIII wieku jest początkiem kultu obrazu. Pierwsze spisane świadectwo z 1743 podaje, że „Bartosz Panek ze Smolarzy koło Łańcuta, chorował ciężko niedziel cztery. Sen miał taki, aby się obmył w Jodłowce u Matki Najświętszej. Zaraz zawieziono go i obmyto wodą, zdrowy odjechał”. Kult obrazu nie zmalał w czasie zaborów dlatego też w 1932 rozpoczęto starania o jego koronację. W 1946 ordynariusz przemyski Franciszek Barda ogłosił dekret uznający Obraz Matki Bożej Pocieszenia w Jodłówce za „łaskami słynący”.